# Greg Iles
Greg Iles (født 8. april 1960 i Stuttgart, Tyskland, død 15. august 2025) var en amerikansk romanforfatter, som boede i byen Natchez i staten Mississippi i USA. En del af hans romaner, blandt andre The Quiet Game fra 1999 foregår i denne by.
Greg Iles blev født i Tyskland (Stuttgart), hvor hans far, der var læge, var leder af en amerikansk lægeklinik. Iles voksede op i Natchez, Mississippi. Han studerede på University of Mississippi, kaldet Ole Miss i byen Oxford i det nordlige Mississippi, og blev færdig i 1983.
Han spillede i flere år musik i bandet Frankly Scarlet, og turnerede med dette et års tid efter sit ægteskab. Han forlod bandet og begyndte at skrive sin første roman, Spandau Phoenix som handlede om krigsforbryderen Rudolf Hess. Bogen udkom i 1993. Af Iles' hidtidige 13 romaner, er de ti blevet kåret som New York Times Bestsellers. I 2005 kom romanen Blood Memory direkte ind på en ottendeplads på New York Times' bestsellerliste.
Iles skriver om mange forskellige emner, men alle hans romaner er kriminal- og/eller spændingsromaner. Enkelte af romanerne, fx Sleep No More fra 2002 og Blood Memory fra 2005 indeholder overnaturlige elementer.
Kun en enkelt af romanerne, Black Cross fra 1995 er oversat til dansk og udgivet i 1997 under titlen I desperationens navn.
En ny bog, Unwritten Laws forventes at udkomme i 2011
I 2002 skrev Iles manuskriptet til filmen Trapped med blandt andre Kevin Bacon og Charlize Theron. Manuskriptet var baseret på hans roman, 24 Hours fra 2000.
Greg Iles er i dag medlem af rockgruppen The Rock Bottom Remainders sammen med en række andre amerikanske forfattere, hvoraf de mest kendte i Danmark nok er Matt Groening (The Simpsons), Scott Turow (Presumed Innocent, dansk Måske uskyldig) og Stephen King (Carrie, The Shining, dansk: Ondskabens Hotel m.fl.)
I marts 2011 var Greg Iles involveret i et alvorligt biluheld på U.S. Highway 61 i Mississippi, . Ved uheldet blev hans aorta perforeret, og han fik ødelagt sit højre ben. Iles overlevede uheldet, men sidder fortsat i kørestol.Trods uheldet har han færdiggjort sin store trilogi bestående af Natchez Burning (2014), The Bone Tree (2015) og Mississippi Blood (2017) og i 2019 udkom hans seneste roman.

## Eksterne links
- Greg Iles' offcielle hjemmeside Arkiveret 12. februar 2010 hos  Wayback Machine (engelsk)
- Om Greg Iles fra boghandlerkæden Barnes & Noble's hjemmeside Arkiveret 28. februar 2007 hos  Wayback Machine (engelsk)